# Aldwincle St Peter
Aldwincle St Peter var en civil parish fram till 1885 då den blev en del av Aldwincle, i grevskapet Northamptonshire, i England. Denna civil parish var belägen 14 km från Kettering och hade 206 invånare år 1881. Byn nämndes i Domedagsboken (Domesday Book) år 1086, och kallades då Eldewincle.